# Elecciones locales de Baja California Sur en 2008
En el 2008 se celebraron en México elecciones legislativas, en las cuales fueron elegidos a nivel federal;

## Elecciones 2008
1. Elecciones estatales de Baja California Sur de 2008
2. Elecciones estatales de Coahuila de 2008
3. Elecciones estatales de Guerrero de 2008
4. Elecciones estatales de Hidalgo de 2008
5. Elecciones estatales de Nayarit de 2008
6. Elecciones estatales de Quintana Roo de 2008

## Elecciones estatales de Baja California Sur de 2008

### Ayuntamientos

Distribución de los ayuntamientos por partido político

| Partido/Alianza                                             | Partido/Alianza                                                | Municipios |
| ----------------------------------------------------------- | -------------------------------------------------------------- | ---------- |
|                                                             | Partido Acción Nacional                                        | 0          |
|                                                             | Alianza Ciudadana para que Vivamos Mejor (PAN, PVEM)           | 0          |
|                                                             | Partido Revolucionario Institucional                           | 0          |
|                                                             | Alianza Ciudadana por un Nuevo Gobierno (PRI, PVEM)            | 0          |
|                                                             | Coalición Gobierno para Todos (PRI, MRPS)                      | 0          |
|                                                             | Coalición Por el Bien de Sudcalifornia (PRD, PT, Convergencia) | 5          |
|                                                             | Movimiento de Renovación Política Sudcaliforniano              | 0          |
|                                                             | Partido Nueva Alianza                                          | 0          |
|                                                             | Partido Alternativa Socialdemócrata                            | 0          |
| Fuente: Instituto Estatal Electoral de Baja California Sur. |                                                                |            |

#### Ayuntamiento de La Paz
|  | 14.49 % |

|  | 17.09 % |

|  | 36.71 % |

|  | 1.64 % |

|  | 28.07 % |

|  | 1.90 % |

|  | 100.00 % |

#### Ayuntamiento de Los Cabos
|  | 5.06 % |

|  | 40.13 % |

|  | 52.41 % |

|  | 1.73 % |

|  | 100.00 % |

### Diputados
| Partido/Alianza                                             | Partido/Alianza                                                | Municipios |
| ----------------------------------------------------------- | -------------------------------------------------------------- | ---------- |
|                                                             | Alianza Ciudadana para que Vivamos Mejor (PAN, PVEM)           | 0          |
|                                                             | Partido Revolucionario Institucional                           | 1          |
|                                                             | Coalición Por el Bien de Sudcalifornia (PRD, PT, Convergencia) | 14         |
|                                                             | Movimiento de Renovación Política Sudcaliforniano              | 0          |
|                                                             | Partido Nueva Alianza                                          | 1          |
|                                                             | Partido Alternativa Socialdemócrata                            | 0          |
| Fuente: Instituto Estatal Electoral de Baja California Sur. |                                                                |            |